# Kichesipirini
Kichesipirini /= "people of the great river"/, najveća i najsnažnija skupina Algonquin Indijanaca s Morrison's Islanda (Allumette) na rijeci Ottawa u Quebecu na granici s Ontariom, Kanada. Kroz povijest su nazivani brojnim drugim nazivima, kao što su Algoumequins de l'Isle, Allumette, Big River People, Gens d l'Isle, Honkeronon (od Indijanaca Huron), Island Algonkin, Island Indians, Island Nation, Kichesippiriniwek, Nation de l'Isle, Nation of the Isle i Savages de l'Isle.
Kichesipirini su na rijeci Ottawa kontrolirali trgovinu između Hurona i drugih zapadnih plemena i Francuza na drugoj strani, te stekli reputaciju snažnog i nezavisnog plemena. Većina ih danas živi blizu blizu Pembrokea u Ontariju, a neki se još uvijek služe algonquin-jezikom, ali nisu priznati od kanadske vlade. 

## Vanjske poveznice
- Kichesipirini Algonquin First Nation  Arhivirana inačica izvorne stranice od 12. ožujka 2007. (Wayback Machine)